# Kalište
Kalište (em cirílico:Калиште) é uma vila da Sérvia localizada no município de Malo Crniće, pertencente ao distrito de Braničevo, na região de Stig. A sua população era de 478 habitantes segundo o censo de 2002.

## Demografia
| 1948 | 1953 | 1961 | 1971 | 1981 | 1991 | 2002 |
| ---- | ---- | ---- | ---- | ---- | ---- | ---- |
| 830  | 836  | 854  | 809  | 761  | 647  | 478  |